# Lijst van beschermd erfgoed in Plombières
Onderstaande tabel geeft een overzicht van de beschermde erfgoederen in de Belgische gemeente Plombières. De beschermde monumenten maken deel uit van het cultureel erfgoed in België.
| Object | Bouwjaar/architect | Deelgemeente | Adres                                                                                                   | Coördinaten                   | Nummer?                | Afbeelding |
| --- | ------------------ | ------------ | --- | ----------------------------- | ---------------------- | --- |
| Orgel van de Sint-Remigiuskerk |                    | Moresnet     | rue du Village, n°70                                                                                    | 50° 43' 15" NB, 5° 59' 20" OL | 63088-CLT-0001-01 Info | |
| Interieur van de Sint-Remigiuskerk |                    | Montzen      | | 50° 42' 28" NB, 5° 57' 45" OL | 63088-CLT-0004-01 Info | Interieur van de Sint-Remigiuskerk |
| Kasteel Streversdorp |                    | Montzen      | rue du château de Graaf, n°74                                                                           | 50° 41' 59" NB, 5° 56' 41" OL | 63088-CLT-0005-01 Info | Kasteel Streversdorp |
| Kasteel Broeck |                    | Montzen      | rue du château de Broich, n°36 (M) et ensemble formé par ce château et les terrains qui l'entourent (S) | 50° 42' 18" NB, 5° 56' 31" OL | 63088-CLT-0006-01 Info | Kasteel Broeck |
| Ensemble van het kasteel Streversdorp met diens omgeving |                    | Montzen      | | 50° 41' 59" NB, 5° 56' 29" OL | 63088-CLT-0007-01 Info | Ensemble van het kasteel Streversdorp met diens omgeving |
| Kasteel van Beusdael, uitgezonderd het portaal, en het ensemble gevormd door het kasteel en het omliggende terrein |                    | Sippenaeken  | | 50° 45' 4" NB, 5° 54' 38" OL  | 63088-CLT-0010-01 Info | Kasteel van Beusdael, uitgezonderd het portaal, en het ensemble gevormd door het kasteel en het omliggende terrein |
| Huis: gevels en daken, behalve de recente aan weerszijden van de gevel |                    | Montzen      | rue du Chemin de fer, n°25                                                                              | 50° 44' 2" NB, 5° 57' 53" OL  | 63088-CLT-0011-01 Info | Huis: gevels en daken, behalve de recente aan weerszijden van de gevel |
| Kapel van het Kasteel Broeck: gevels en dak |                    | Montzen      | rue du Château de Broich                                                                                | 50° 42' 17" NB, 5° 56' 31" OL | 63088-CLT-0012-01 Info | Kapel van het Kasteel Broeck: gevels en dak |
| Kasteel Vieljaeren: gevels en daken, brug, muren en het ensemble van het kasteel met zijn omgeving |                    | Homburg      | rue Vieljaren, n°8                                                                                      | 50° 42' 30" NB, 5° 54' 19" OL | 63088-CLT-0013-01 Info | Kasteel Vieljaeren: gevels en daken, brug, muren en het ensemble van het kasteel met zijn omgeving |
| Gotisch kruis |                    | Homburg      | rue du Village (actuellement rue du Centre)                                                             | 50° 43' 26" NB, 5° 55' 13" OL | 63088-CLT-0014-01 Info | Gotisch kruis |
| Orgels van kerk Notre-Dame de l’Assomption |                    | Homburg      | | 50° 44' 18" NB, 5° 57' 40" OL | 63088-CLT-0015-01 Info | Orgels van kerk Notre-Dame de l’Assomption |
| Huis: zijgevels, dak en ensemble van het geheel, met uitzondering van de aanbouw aan de achterzijde van de schuur |                    | Homburg      | rue du Village, n°24/25 (thans rue du Centre, n°65-67)                                                  | 50° 43' 22" NB, 5° 55' 16" OL | 63088-CLT-0016-01 Info | Huis: zijgevels, dak en ensemble van het geheel, met uitzondering van de aanbouw aan de achterzijde van de schuur |
| Huis van boerderij: gevels en daken |                    | Montzen      | Kinkenweg n°86                                                                                          | 50° 41' 40" NB, 5° 56' 27" OL | 63088-CLT-0017-01 Info | Huis van boerderij: gevels en daken |
| Bepaalde delen van het gebouw te Savoir |                    | Montzen      | rue Gustave Demoulin 31 en 37                                                                           | 50° 42' 34" NB, 5° 57' 51" OL | 63088-CLT-0018-01 Info | Bepaalde delen van het gebouw te Savoir |
| Huis: gevels, daken en latrine aan de gevel aan de straatzijde |                    | Montzen      | rue Gustave Demoulin, n°4 (voorheen place communale n°43) (M) en instelling beschermingszone            | 50° 42' 28" NB, 5° 57' 49" OL | 63088-CLT-0019-01 Info | Huis: gevels, daken en latrine aan de gevel aan de straatzijde |
| Kasteel Alensberg: De hele donjon van het vijftiende-eeuwse kasteel, oude delen en boerderij=bakkerij aan de Rue du Village n°11 en het exterieur van de oude boerderij Langhaag Street n°4 (EA) en het park Alensberg |                    | Moresnet     | sise rue du Village n°11                                                                                | 50° 43' 11" NB, 5° 58' 52" OL | 63088-CLT-0020-01 Info | Kasteel Alensberg: De hele donjon van het vijftiende-eeuwse kasteel, oude delen en boerderij=bakkerij aan de Rue du Village n°11 en het exterieur van de oude boerderij Langhaag Street n°4 (EA) en het park Alensberg |
| Militaire Amerikaanse Begraafplaats Hombourg-Vogelzanck en zijn omgeving | 1944               | Homburg      | Rue du Mémorial Américain, Homburg-Vogelzanck                                                           | 50° 42' 29" NB, 5° 53' 22" OL | 63088-CLT-0021-01 Info | Militaire Amerikaanse Begraafplaats Hombourg-Vogelzanck en zijn omgeving |